# Beitun
Beitun (北屯市S, BěitúnP) è una città-contea della Cina, situata nella regione autonoma di Xinjiang e classificata anche come città sub-prefettura.